# 대한제국 황실 비사
《대한제국 황실 비사》(大韓帝國皇室祕史, ISBN 9788990429582)는 대한제국 마지막 황제였던 순종을 측근에서 보필하던 곤도 시로스케(権藤四介)의 회고록이며, 원제는 이왕궁 비사(李王宮秘史)이다. 내용은 15년간 순종을 보필한 일본인 관리 곤도 시로스케의 회고를 담고있고, 대한민국에서는 2007년 8월 6일 도서출판사 이마고에서 출판되었다.

## 같이 보기
- 낙선재주변
- 조선의 마지막 황태자 영친왕